# Lokal symmetrischer Raum
In der Mathematik sind lokal symmetrische Räume eine wichtige Klasse von Beispielen in der Differentialgeometrie, die insbesondere flache Mannigfaltigkeiten und hyperbolische Mannigfaltigkeiten umfasst. Harmonische Analysis auf lokal symmetrischen Räumen hängt eng mit der Theorie automorpher Formen zusammen und hat tiefliegende Anwendungen in der Zahlentheorie.

## Eigenschaften
Eine Riemannsche Mannigfaltigkeit {\displaystyle M} ist ein lokal symmetrischer Raum, wenn sie eine der folgenden äquivalenten Eigenschaften erfüllt:
- Zu jedem {\displaystyle x\in M} gibt es ein {\displaystyle \epsilon >0}, so dass die geodätische Spiegelung eine Isometrie der {\displaystyle \epsilon }-Kugel {\displaystyle B_{\epsilon }(x)} auf sich ist.
- Die Ableitung des Riemannschen Krümmungstensors verschwindet:

{\displaystyle \nabla R=0}.
- Für jedes Jacobifeld mit {\displaystyle Y(0)=0} ist {\displaystyle \|Y(t)\|=\|Y(-t)\|}.
- Die universelle Überlagerung {\displaystyle {\widetilde {M}}} ist ein symmetrischer Raum.
- Es gibt eine diskrete Gruppe von Isometrien {\displaystyle \Gamma \subset \operatorname {Isom} ({\widetilde {M}})} mit

{\displaystyle M=\Gamma \backslash {\widetilde {M}}}.

## Beispiele
- Flache Mannigfaltigkeiten sind von der Form {\displaystyle \Gamma \backslash \mathbb {R} ^{n}} für ein Gitter {\displaystyle \Gamma \subset \mathbb {R} ^{n}} und damit lokal symmetrische Räume.
- Wenn {\displaystyle G} eine halbeinfache Lie-Gruppe, {\displaystyle K\subset G} eine maximal kompakte Untergruppe und {\displaystyle \Gamma \subset G} eine diskrete torsions-freie Untergruppe ist, dann ist {\displaystyle \Gamma \backslash G/K} ein lokal symmetrischer Raum.
- Für {\displaystyle G=SO_{0}(n,1)} und {\displaystyle K=SO(n)} ist {\displaystyle G/K} der hyperbolische Raum, insbesondere sind hyperbolische Mannigfaltigkeiten {\displaystyle \Gamma \backslash H^{n}} lokal symmetrisch.
- Für die Zahlentheorie und die Theorie automorpher Formen bedeutsam sind die lokal symmetrischen Räume {\displaystyle SL(n,\mathbb {Z} )\backslash SL(n,\mathbb {R} )/SO(n)}.